# Бартон, Джон (футболист, 1866)
Джон Ба́ртон (англ. John Barton), также известный как Джек Ба́ртон (англ. Jack Barton; 5 октября 1866, Блэкберн — 22 апреля 1910, там же) — английский футболист, хавбек. Выступал за клуб «Блэкберн Роверс», также провёл один матч за национальную сборную Англии.

## Биография
Уроженец Блэкберн, Джек Бартон начал футбольную карьеру в клубе «Уиттон», где выступал вместе с Нэтом Уолтоном. Сезон 1886/87 провёл в клубе «Блэкберн Уэст Энд». В 1887 году присоединился к «Блэкберн Роверс». Дебютировал за «Роверс» 5 ноября 1887 года в матче второго раунда Кубка Англии против «Блэкберн Олимпик». 29 сентября 1888 года дебютировал в Футбольной лиге в матче против «Вулверхэмптон Уондерерс», который завершился вничью со счётом 2:2. В сезоне 1888/89 Вуд, выступавший на позиции флангового хавбека, провёл за клуб 6 матчей и забил 1 гол (5 матчей в Футбольной лиге и 1 матч в Кубке Англии).
В сезоне 1889/90 Бартон провёл за «Блэкберн Роверс» 18 матчей (15 матчей и 1 гол в Футбольной лиге, 3 матча и 1 гол в Кубке Англии) и помог команде выйти в финал Кубка Англии, где «Роверс» обыграл «Уэнсдей» со счётом 6:1.
15 марта 1890 года Бартон провёл свой единственный матч за национальную сборную Англии: это была игра Домашнего чемпионата против сборной Ирландии на стадионе «Баллинафей Парк» в Белфасте, в которой англичане разгромили соперника со счётом 9:1. Бартон забил последний гол в той игре.
В сезоне 1890/91 Бартон провёл за клуб 24 матча (18 в лиге и 6 в Кубке Англии) и вновь помог команде выйти в финал финал Кубка Англии, где «Роверс» обыграл «Ноттс Каунти» со счётом 3:1.
В первой игре сезона 1891/92 Бартон получил травму, из-за которой не выступал до ноября 1891 года. Вскоре получил ещё одну травму, окончательно завершившую его футбольную карьеру в конце 1891 года.
Впоследствии работал в тренерском штабе клуба «Престон Норт Энд», а также управлял пабом в Блэкберне.

## Достижения
«Блэкберн Роверс»
- Обладатель Кубка Англии: 1889/90, 1890/91

Сборная Англии
- Победитель Домашнего чемпионата Великобритании: 1890 (разделённая победа)